# اوست-اورکیما
اوست-اورکیما (به لاتین: Ust-Urkima) یک منطقهٔ مسکونی در روسیه است که در استان آمور واقع شده‌است.